# Монтиселоу
Монтисѐлоу (на английски: Monticello) е град в окръг Сан Хуан, щата Юта, САЩ. Монтиселоу е с население от 1958 жители (2000) и обща площ от 6,7 km². Намира се на 2155 m надморска височина. ЗИП кодът му е 84535, а телефонният му код е 435.